# Delosperma abyssinicum
Delosperma abyssinicum är en isörtsväxtart som först beskrevs av Eduard August von Regel, och fick sitt nu gällande namn av Schwant.. Delosperma abyssinicum ingår i släktet Delosperma, och familjen isörtsväxter. Inga underarter finns listade i Catalogue of Life.